# Pelusium
Pelusium (lateinisch) oder Pelusion (altgriechisch Πηλούσιον Pelousion; arabisch تل الفرما, DMG Tall al-Faramā; altägyptisch Senu, Per Amun; alttestamentlich Sin; koptisch Peremoun; aramäisch Seyân) ist eine altägyptische Stadt im äußersten Osten des Nildeltas und liegt 30 km südöstlich von Port Said entfernt.

## Geschichte
Pelusium lag als Mündungsort des pelusischen Nilarms, welcher im Altertum der östlichste Fluss im Nildelta war, in der Nähe der Festung Sile. Im späten 11. Jahrhundert v. Chr. begann der Fluss jedoch zu versanden und verlagerte sich nach Westen. In der Bibel wird Pelusium „Sin, die Festung Ägyptens“ genannt (Ez 30,15 ).
Mit dem Gewinn der Schlacht bei Pelusium (525 v. Chr.) durch Aufgabe der ägyptischen Armee zerstörte der Perserkönig Kambyses II. danach Tell el-Maschuta und eroberte im weiteren Verlauf Ägypten. Nach der späteren Einnahme von Memphis löste Kambyses II. den von ihm gefangengenommenen ägyptischen Pharao Psammetich III. in der Herrschaft ab.
55 v. Chr. eroberte Marcus Antonius Pelusium. Er fungierte dabei als Reiterführer des römischen Prokonsuls von Syrien, Aulus Gabinius, der sich zur Rückführung des vertriebenen Ptolemaios XII. bereit erklärt hatte. Nach der Einnahme Pelusiums wollte Ptolemaios XII. die Bewohner der Stadt massakrieren lassen, wurde aber von Antonius daran gehindert. Gnaeus Pompeius Magnus wurde 48 v. Chr. nahe Pelusium im Auftrag der Vormünder des jugendlichen Königs Ptolemaios XIII. ermordet. Im Sommer 30 v. Chr. eroberte Octavian die vom ptolemäischen Kommandanten Seleukos auffallend schwach verteidigte Stadt. Die Stadt scheint einen weitgehenden hellenistischen Charakter gehabt zu haben und besaß mindestens zwei Theater. Im Jahr 2022 wurde ein Zeus Cassius-Tempel gefunden. Im Jahr 1117 riss Balduin I., König von Jerusalem, Pelusium während seines Feldzuges gegen Ägypten bis auf die Grundmauern nieder.
Pelusium ist in der heutigen Zeit Sitz einer Diözese der orthodoxen Kirche. Die Ruinen der alten Stadt werden zurzeit von einer australischen Mission archäologisch erschlossen.